# Moisés Moura Pinheiro
Moisés Moura Pinheiro (Nanuque, 25 juli 1979), of kortweg Moisés, is een Braziliaanse voetballer. Hij staat onder contract bij Al Rayyan

## Carrière
Moisés debuteerde in 1998 in eigen land bij Vitória. Na drie seizoen belandde hij bij het Russische Spartak Moskou, waar hij regelmatig speelde en in 2003 de Beker van Rusland won. Nadien ruilde hij de club in voor Krylja Sovetov alvorens terug te keren naar zijn geboorteland.
De centrale verdediger ging aan de slag bij de Braziliaanse topclub Cruzeiro, maar daar kwam hij niet vaak aan spelen toe. Na twee maanden wou hij al opnieuw vertrekken. Moisés tekende een contract bij het Portugese Sporting Lissabon, maar die deal werd door de FIFA ongeldig verklaard. De overgang van Rusland naar Cruzeiro was volgens de FIFA niet volgens de regels verlopen. In 2007 werd hij uitgeleend aan Flamengo, maar ook daar kwam hij amper aan de bak. Tijdens het seizoen 2007/08 werd hij gehuurd door het Portugese Boavista, maar daar werd hij opnieuw geen basisspeler.
Moisés tekende in de zomer van 2008 een contract bij Braga. In 2010 werd hij vicekampioen in de SuperLiga.

## Palmares
Vitória
- Campeonato Baiano: 1999, 2000
- Copa do Nordeste: 1999

Spartak Moskou
- Beker van Rusland: 2003

Cruzeiro
- Campeonato Mineiro: 2006

Flamengo
- Campeonato Carioca: 2007